# In nome della legge

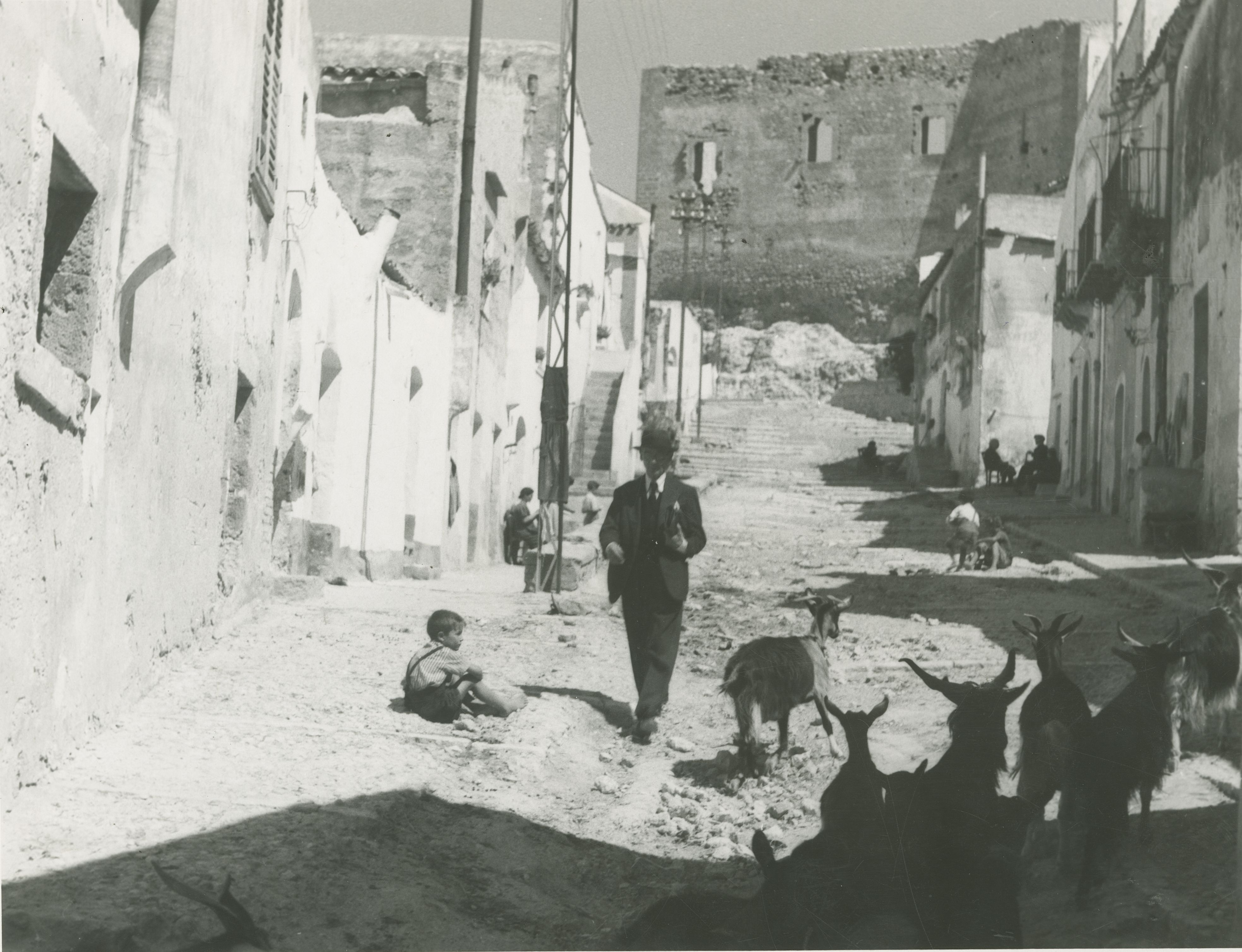
Una scena in campo largo

In nome della legge è un film del 1949 diretto da Pietro Germi.
È tratto dal romanzo autobiografico Piccola pretura del magistrato Giuseppe Guido Lo Schiavo ed è stato girato nella cittadina di Sciacca, in provincia di Agrigento. Il film risultò vincitore di tre Nastri d'argento, fra cui uno speciale al regista.

## Trama
Guido Schiavi, un giovane magistrato di Palermo, viene inviato come pretore a Capodarso (che corrisponde nella realtà a Barrafranca, in provincia di Enna) e, per amore della giustizia e della legalità, si trova costretto a combattere contro varie ingiustizie sociali. Il suo zelo lo porterà a scontrarsi con un notabile, il barone Lo Vasto e contro la mafia, rappresentata dal massaro Turi Passalacqua e dai suoi uomini. Tutto ciò contornato da una realtà omertosa e fortemente diffidente che non fa che ostacolare il suo lavoro. Solo contro tutti, appoggiato unicamente dal maresciallo Grifò, comandante della locale stazione dei carabinieri, e dal giovane amico Paolino (la cui barbara uccisione lo convincerà a rinunciare alle dimissioni appena presentate), condurrà fino alla fine la sua battaglia che consiste non solo nell'applicare la legge ma anche nell'insegnarne il valore.

## Critica
Per il Dizionario Mereghetti si tratta di «un'opera accattivante nella sua spettacolarità ma molto ambigua dal punto di vista ideologico».
Per il Dizionario Morandini è un «vigoroso, qua e là affascinante film d'azione anche se sociologicamente poco attendibile», anticipatore del cinema civile degli anni sessanta e «primo western del cinema italiano postbellico». Per Emiliano Morreale è inoltre il primo film del cinema italiano a parlare esplicitamente di mafia nel dopoguerra.

### Un western italiano
All'uscita, com'era accaduto per il precedente Gioventù perduta, il confronto critico sul film di Germi s'incentrò sulla sua più o meno convinta adesione al "programma ideologico ed estetico del neorealismo". Vi fu così chi lo criticò per il cedimento alle "convenzioni dello spettacolo cinematografico", e chi lo definì il film "... più giusto, più organizzato di questi anni... [non avendo mai permesso] che l'inchiesta, la questione morale, il reportage prevalessero sul racconto."
In particolare da parte dei secondi, si sottolinearono "i punti di contatto" del film verso il western. Nella sua monografia su Pietro Germi, Mario Sesti individua in Sfida infernale di John Ford "il riferimento più probabile del genere originario: nella recitazione di Girotti (che sembra proprio rifare Henry Fonda negli sguardi fissi e muti, quasi ipnotici, con i quali sfida i suoi nemici nel bar tabacchi) e nell'uso scenografico di una comunità e del suo villaggio, isolati dalla natura e dal deserto, che è assai vicino al modello scenografico della Tombstone di John Ford." Ma continui sono i riferimenti; dall'arrivo del pretore nella stanzioncina deserta, "degna di Yuma o di Hadleyville", ai "mafiosi a cavallo che si stagliano contro cieli siciliani sulle alture, come le tribù indiane" dei film di Anthony Mann.

### Il finale
L'"ambiguità" di un finale in cui il pretore stringe un patto di lealtà con la banda del mafioso Passalacqua, "... di una concezione romantica e, certo, discutibile del fenomeno mafioso" furono sottolineate da diverse parti, per quanto questi caratteri nel film fossero meno marcati che nel romanzo di Giuseppe Guido Lo Schiavo da cui era stato tratto il soggetto. Anche Leonardo Sciascia rimproverò al regista di aver ricavato un film da un testo che accreditava un'immagine della mafia ispirata da una profonda vocazione alla giustizia.

### Commento di Buscetta
Un commento d'eccezione lo offre l'ex mafioso Tommaso Buscetta, che nel libro-intervista Addio Cosa Nostra (1993) scritto con il sociologo Pino Arlacchi, ricorda come Giovanni Falcone, negli interrogatori, gli trasmettesse "la calma, la forza tranquilla della giustizia che lui rappresentava e che una volta, trent'anni prima, avevo intravisto nel personaggio del film di Pietro Germi, In nome della legge. Il protagonista era un giovane pretore che riusciva a piegare, dopo una lotta difficile, la legge della mafia a quella dello Stato. [...] La storia mi era piaciuta molto ed ero stato per questo molto criticato dai miei amici mafiosi, i quali disapprovavano il finale della pellicola. Secondo loro, il comportamento di Passalacqua era indegno di un uomo d'onore."

## Distribuzione
Il film è stato distribuito nelle sale cinematografiche italiane il 13 marzo 1949.

## Incassi
Nella stagione 1948-1949, il film incassò 401 milioni di lire dell'epoca, classificandosi dunque al terzo posto per le maggiori entrate, dopo il kolossal storico-epico Fabiola di Alessandro Blasetti ed il feuilleton strappalacrime La sepolta viva di Guido Brignone.

## Riconoscimenti
- Nastri d'argento 1949
  - Nastro d'argento al migliore attore protagonista a Massimo Girotti
  - Nastro d'argento al migliore attore non protagonista a Saro Urzì
  - Premio speciale a Pietro Germi